# Air Alpes
Air Alpes — французская авиакомпания, занимавшаяся перевозкой пассажиров в районе Альп. Существовала в 1961—1981 годах, пока не была куплена авиакомпанией ТАТ.

## История
Авиакомпания была основана в 1961 году. Первым самолётом стал Pilatus PC-6. Со временем компания стала разрастаться, увеличивая свой флот. В 1981 была куплена авиакомпанией ТАТ.